# Yumiko Kusaka
Yumiko Kusaka is een personage uit de film Battle Royale. Ze werd gespeeld door actrice Misao Kato.

## Voor Battle Royale
Yumiko was een derdeklasser van de fictieve Shiroiwa Junior High School. Na school zat ze in de kerk en ontmoette daar haar beste vriendin Yukiko Kitano. Ze werden onafscheidelijk.

Yumiko had altijd veel energie en was ook een beetje een jongensmeisje. Ze was erg goed in softbal en was verliefd op Shuya Nanahara. Omdat Yukiko al verliefd op haar was, zei ze niks, omdat ze bang was dat ze anders ruzie zouden krijgen.

## Battle Royale
Yumiko kreeg een zwaard en vluchtte buiten samen met Yukiko. Ze verstopten zich, praatten over het leven en beseften dat ze elkaar niet konden vermoorden. Via een megafoon vertelden ze dat ze allemaal moesten samenwerken, maar iedereen wist zo dus waar ze waren. Bijgevolg kwam Kazuo Kiriyama naar hen toe en schoot hen neer. Yumiko stierf als eerste en was hierdoor de zeventiende dode.